# Argelia
Argelia este un municipiu din departamentul Antioquia, Columbia.